# 伯沙撒
伯沙撒（阿卡德語：𒀭𒂗𒈗𒋀；英语：Belshazzar）是新巴比倫王國的最後一位統治者（嚴格來說是共同攝政王），那波尼德之子。

## 歷史及考古資料中的伯沙撒
伯沙撒的父王那波尼德在大約前549年離開首都巴比倫城，前往阿拉伯沙漠的綠洲泰馬，專注於崇拜月神南納。那波尼德任命伯沙撒為共同攝政。
前540年，那波尼德為了防禦波斯人入侵，從泰馬返回巴比倫。在前539年，伯沙撒留在首都防守，波斯阿契美尼德王朝的居魯士二世在同年征服了巴比倫，伯沙撒被殺，那波尼德被俘（一說投降）。

## 聖經中的伯沙撒
舊約聖經但以理書第5章記載了關於伯沙撒的一些事情，提到伯沙撒的父亲（或譯：先祖）为尼布甲尼撒二世。